# 2018 FC4
2018 FC4 est un astéroïde troyen de Mars stable se trouvant autour du point de Lagrange L5 du couple Soleil-Mars. Il fait probablement partie de la famille d'Eurêka.

## Découverte
D'abord observé en 2014 par l'observatoire interaméricain du Cerro Tololo puis apparu le 20 mars 2018 sur des images du système de télescope Pan-STARRS 1 de l'Observatoire du Haleakalā,    le lendemain il est observé pour la première fois en tant qu'astéroïde par l'observatoire du mont Lemmon ,. 

## Caractéristiques
2018 FC4 est un astéroïde troyen de Mars stable,, parmi les derniers découverts avec 2009 SE et 2018 EC4. Selon une étude publiée en 2021 par les astronomes espagnols Carlos de la Fuente Marcos et Raúl de la Fuente Marcos, cet astéroïde est fortement lié à la famille d'Eurêka, ce qui est à confirmer avec de prochaines observations spectroscopiques. Ils spécifient également qu'en tenant compte de sa magnitude absolue de 21,3 et en supposant un albédo de 0.60-0.01 que son diamètre serait d'environ 100 à 800 m.

## Orbite
Il partage l'orbite de Mars et fait partie des astéroïdes situés autour du point de Lagrange L5. Son orbite est quasi-circulaire, avec une très faible excentricité de 0,017.

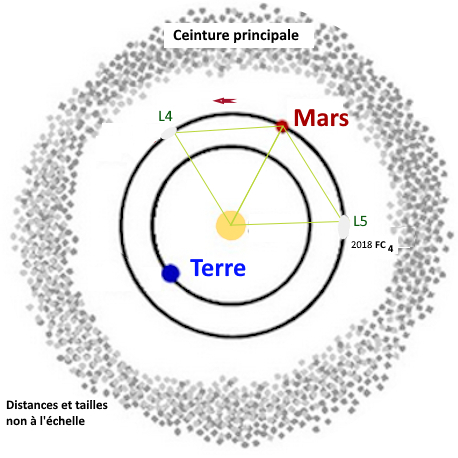
Positionnement du troyen 2018 FC4 sur l'orbite de Mars

## Origine
D'après une étude d'Apostolos Christou et ses collaborateurs parue début 2025, les membres de la famille d'Eurêka seraient le résultat d'une collision en cascade.